# Anagelasta transversevittata
Anagelasta transversevittata là một loài bọ cánh cứng trong họ Cerambycidae.